# Wolfgang Kemp
Wolfgang Kemp, född 1 maj 1946 i Frankfurt am Main, är en tysk konsthistoriker, författare och professor i konsthistoria. Han är en av de mest internationellt kända företrädare för konsthistorisk forskning.